# Albert Benjamin Simpson

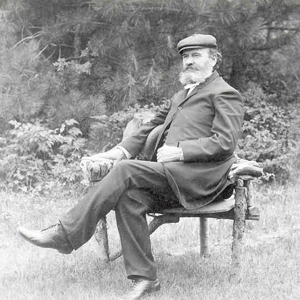
Albert Benjamin Simpson

Albert Benjamin Simpson, född 1843 i Cavendish, Prince Edward Island, död 1919, teologie doktor, pastor och sångförfattare i Kanada och USA. Han grundade rörelsen Christian and Missionary Alliance, en amerikansk missionsorganisation.
Simpson har kallats för en "paulinsk mystiker", och det med rätta. En mystiker var han, och en poet av hög rang. Hans mycket ljuvliga och mystika sång "Jag har blivit allena med Jesus" sjöngs i många frikyrkliga kretsar i Sverige för hundra år sedan. Han skrev över 120 sånger.
Simpson var en flitig bibelutläggare, och var liksom många inom helgelserörelsen en mästare i allegorisk bibelutläggning. Hans romarbrevskommentar är väl hans mest kända utläggning, men även hans tvådelade verk om den helige ande i GT och NT bär mycket bibelutläggande stoff. Detta verk var det som tände längtan efter Anden i Frank Mangs unga hjärta.
Simpsons lära om Anden har visserligen betytt mycket för den tidiga pingströrelsen, men när den svepte över Amerika tog han avstånd från dess lära om tungotalet.
Simpson blev också känd för att mynta talet om det "fyrfaldiga evangeliet": Jesus vår frälsare, helgare, helbrägdagörare och kommande kung.
Hans främste andlige arvtagare är A.W.Tozer.

## Sånger
- Guds kärlek den liknar en stor ocean publicerad i Frälsningsarméns sångböcker 1990 och 1998.
- Inför Pilatus där står Guds Lamm publicerad i Segertoner 1930 nr 201
- Till den okända trakt vill jag gå publicerad i Segertoner 1930 nr 296